# René Rémond
Cet article possède un paronyme, voir Roger Rémondon.
Pour les articles homonymes, voir Rémond.
René Rémond, né le 30 septembre 1918 à Lons-le-Saunier, mort le 14 avril 2007 dans le 14e arrondissement de Paris, est un historien français.
Ses travaux sur l’histoire politique, intellectuelle et religieuse de la France contemporaine, par leur souci d’ouvrir l’histoire politique à la science politique et de dégager les tendances de long terme des courants de pensée et de la vie politique, ont contribué au renouvellement du domaine à partir des années 1970.
Il est le père d'une typologie des « Droites en France », issue de l'ouvrage Les Droites en France, en trois familles héritées des conflits du XIXe siècle : « orléaniste », « bonapartiste » et « légitimiste », qui a fait date.
Il a joué également un rôle important dans la constitution en France du courant historiographique de l’histoire du temps présent.
Il est élu à l'Académie française en 1998.

## Biographie

### Origines familiales

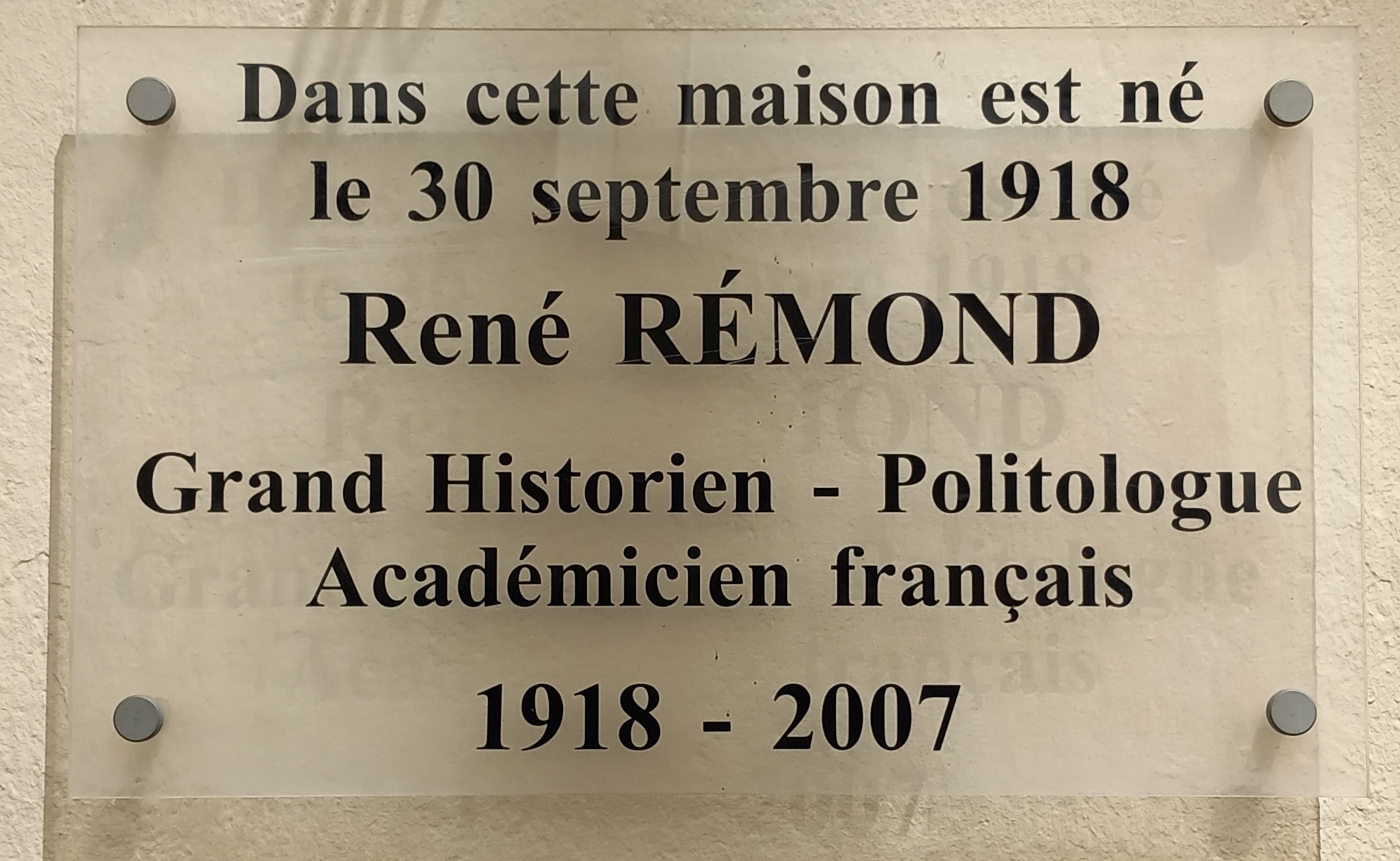
Plaque commémorative sur la façade de sa maison natale.

Son grand-père Émile Rémond est chef de gare et employé dans la compagnie des chemins de fer Paris-Lyon-Méditerranée. Son père Paul Rémond, né en 1893 à Corgoloin, mort en 1973 à Paris, est dessinateur industriel devenu ingénieur puis chef d'entreprise. Il est réformé lors de la Grande Guerre en raison d'une tuberculose. En 1917, il épouse à Paris Cécile Godbillion, professeure de musique.
Il est le frère de l'ingénieur Claude Rémond, créateur de la norme d'électricité NF C 15-100, qui régit les normes de sécurité en France.
Il est le neveu de Paul Rémond, évêque de Nice de 1930 à 1963. Le 21 décembre 1992, il préside à Nice la cérémonie de remise par Yad Vashem de la médaille de Juste parmi les nations à son oncle.
René Rémond épouse en 1946, dans le 16e arrondissement de Paris, Josette Navarro-Crespo. De leur union naît Bruno Rémond, haut fonctionnaire.

### Formation
René Rémond effectue ses études secondaires au lycée Carnot, au lycée Condorcet où il obtient le baccalauréat section lettres en 1935. Il effectue ses études supérieures en classes préparatoires littéraires au lycée Louis-le-Grand et est admis à l’École Normale Supérieure en 1942,. Il est reçu à l'agrégation d'histoire, le deuxième, en 1945. Il s'engage dans la Résistance durant l'Occupation.
Il reste rue d’Ulm en tant qu’agrégé préparateur (« caïman »). Parallèlement, il s'engage à la Conférence Olivaint.
Entré à la Jeunesse étudiante chrétienne (JEC) dans les années 1930, il devient son secrétaire général en 1943. En 1946, il est élu secrétaire général du Centre international de documentation et d'information, créé par la JEC pour asseoir une présence internationale. La même année, il cofonde avec Pierre Juneau la JEC Internationale (JECI-IYCS), qui joue le rôle de coordination internationale des mouvements JEC.

### Carrière universitaire
Assistant de Pierre Renouvin à la Sorbonne au sortir de la guerre, il soutient en 1959 son doctorat ès lettres avec sa thèse sur « les États-Unis devant l’opinion française (1815-1852) », dirigée par Charles-Hippolyte Pouthas, et publiée en 1962. Durant la rédaction de sa thèse, il a également préparé ce qui devient son ouvrage le plus connu, La Droite en France de 1815 à nos jours, qu’il publie en 1954.
Il est assistant à l’université de Paris et devient, en 1956, directeur d’études et de recherche à la Fondation nationale des sciences politiques (FNSP) et maître de conférences, puis professeur des universités à l'institut d’études politiques de Paris.
En 1964, il est nommé à la nouvelle Faculté des lettres et sciences humaines de l’université de Paris, à Nanterre, où il occupe la première chaire d’« histoire du XXe siècle » créée en France. En mai 68, il adopte une position prudente face au mouvement. D'abord opposé au Mouvement du 22-Mars et victime, le 2 mai 1968, d'une interruption agitée de son cours, événement qu'il communique, sans dramatiser ni détailler tous les incidents, au doyen Pierre Grappin, il est en voyage en Italie (prévu de longue date) du 5 au 17 mai. Dirigeant du Centre catholique des intellectuels français (CCIF), dont il délègue la gestion à Jean-Marie Mayeur, il conseille à ce dernier de s'abstenir de toute déclaration, pro ou contra, concernant le mouvement. À son retour, il est élu par l'assemblée du 20 mai à la tête du « Comité des huit » du département d'histoire, structure exécutive paritaire joignant professeurs, assistants et étudiants, et bien qu'étant le membre le plus à droite de cette structure, participe à l'élaboration d'une nouvelle organisation universitaire.
Son attitude en mai-juin 1968, faite de négociations avec les plus réformistes des contestataires et de maintien de ses principes politiques, contribue à sa popularité, tant chez les étudiants et assistants que parmi les professeurs (malgré quelques crispations éparses). En avril 1969, le doyen Paul Ricœur l'invite à le seconder, Rémond lui succédant en mars 1970 après son départ pour raisons de santé. En février 1971, il est élu président de la nouvelle université de Nanterre, poste qu'il conserve jusqu'en 1976. Il est membre du Conseil supérieur de la magistrature de 1971 à 1974, premier vice-président de la Conférence des présidents d’université, de 1974 à 1976 et directeur de la Revue historique, de 1973 à 1998. Par ailleurs, il est nommé en septembre 1968 au conseil d'administration de l'ORTF.
Dès cette époque, il intervient fréquemment à la télévision, à la radio et dans la presse pour commenter l’actualité politique, notamment lors des soirées électorales, et siège dans divers conseils d’administration d’organismes publics de radio-télédiffusion.
En 1978, il participe à la création de l’Institut d’histoire du temps présent (IHTP) dont il est le premier président de 1979 à 1990. Il est également, de 1988 à sa mort, président du Conseil supérieur des archives.
En 1981, il succède à François Goguel à la présidence de la Fondation nationale des sciences politiques, poste qu’il quitte le 30 janvier 2007 au profit de Jean-Claude Casanova.

### Élection à l'Académie française
Après une tentative manquée en 1993, à cause notamment du ressentiment de quelques immortels créé par son rapport sur les soutiens catholiques de Paul Touvier, il est élu, le 18 juin 1998, au premier fauteuil de l’Académie française, où il succède à François Furet, élu et mort l’année précédente avant d’avoir siégé. Il y est reçu le 4 novembre 1999 par Hélène Carrère d'Encausse.
Lors de sa réception, il prononce donc le double éloge de François Furet et de son prédécesseur, Michel Debré.

### Reconnaissance par ses pairs
Le prestige de René Rémond conduit plusieurs de ses pairs à faire appel à lui pour présider l'association Liberté pour l'Histoire à l'automne 2005, lors de la période délicate de l'affaire Olivier Grenouilleau.

### Mort et hommages
René Rémond meurt le 14 avril 2007 « des suites d’une maladie » dans le 14e arrondissement de Paris. Le 16 avril 2007, le conseil d’administration de la FNSP baptise du nom de René Rémond l’immeuble situé au 13, rue de l’Université, ancien siège de l’École nationale d’administration. Ses obsèques ont eu lieu le 20 avril 2007 à l’église Saint-Pierre-de-Montrouge. Y assistaient de nombreuses personnalités telles que François Bayrou, Louis Schweitzer, Valéry Giscard d'Estaing, des membres de l’Académie française dont le secrétaire perpétuel, Hélène Carrère d'Encausse, qui a prononcé un des éloges funèbres. Il repose à Paris au cimetière du Père-Lachaise (89e division). Son épouse Josette meurt le 27 mai 2018.
Une plaque est apposée dans le hall principal des Archives nationales à Pierrefitte, mentionnant « sa contribution déterminante à la construction de cet édifice ».

## Travaux
René Rémond est l'auteur une trentaine d’ouvrages d'histoire politique, intellectuelle et religieuse de la France aux XIXe et XXe siècles.
Il a publié en 1954 son ouvrage le plus célèbre, La Droite en France de 1815 à nos jours : continuité et diversité d'une tradition politique, devenu un classique des sciences humaines, et renommé les Droites en France pour sa quatrième et dernière édition, en 1982. Il y dresse une typologie de la droite française en trois familles héritées des conflits du XIXe siècle, la droite « orléaniste » ou libérale, la droite « bonapartiste » ou autoritaire, et la droite « légitimiste » ou réactionnaire, et postule leur pertinence jusqu’à nos jours. La démarche illustre le profit que les sciences sociales peuvent tirer d’une fécondation réciproque de l’histoire politique et de la science politique, ainsi que l’importance de la compréhension des grands mouvements et des mentalités rémanentes pour comprendre la politique « événementielle », ce qu’Hélène Carrère d'Encausse résume ainsi lorsqu’elle accueille Rémond à l’Académie un demi-siècle plus tard : « Pour saisir la signification du présent, ne faut-il pas le restituer dans une longue durée où trouvent mieux à s’expliquer les faits et les comportements ? Ne faut-il pas en appeler aux traditions de pensée pour évaluer les mouvements d’opinion les plus récents, leurs progrès, leurs déclins, leurs fluctuations ? ». En 1992, Jean-François Sirinelli, ancien élève de Rémond et de Jean Touchard, dirige une grande Histoire des droites en France en trois volumes qui s’inscrit dans la lignée de l’ouvrage de Rémond, et montre les perspectives d’une étude historique de la droite française ouverte aux concepts de culture politique et de sensibilité. Par la suite, une partie de l'historiographie française affine et remet en cause la typologie de René Rémond, comme le signale Jean Vavasseur-Desperriers. En 2005, René Rémond a d'ailleurs publié un ouvrage prolongeant Les Droites en France et intitulé Les Droites aujourd'hui qui répondait à ces critiques.
À partir des années 1960, René Rémond est l'une des grandes figures du renouveau de l’histoire politique, cible de la critique des Annales, avec à la fois les historiens « nanterrois » et ceux de l’Institut d'études politiques de Paris, où il enseigne également. En 1988, il dirige l'ouvrage collectif Pour une histoire politique, à visée de manifeste par lequel de grands politistes français exposent les transformations de leur domaine, en réaffirmant leur pertinence au sein des sciences sociales en général et de l’histoire en particulier, et soulignent les champs encore à explorer.
Plus largement, ce renouveau profite de l’éclosion nouvelle de la science politique, en particulier à l’IEP de Paris avec les travaux de Jean Touchard, François Goguel, Alfred Grosser, Raoul Girardet, Maurice Duverger — et Rémond lui-même.
René Rémond contribue à ouvrir l’histoire aux événements contemporains en aidant à la constitution en France d’une « histoire du temps présent », notamment avec la création en 1978 de l’Institut d’histoire du temps présent avec François Bédarida et la publication d’ouvrages comme les trois volumes de l’Introduction à l’histoire de notre temps dans la collection de poche « Points Histoire » du Seuil (1974), et celle de Notre siècle (1988).
Au nombre de ses ouvrages importants compte L’Anticléricalisme en France de 1815 à nos jours (1976). Il est également l’auteur d'un manuel très répandu dans les premiers cycles universitaires, La Vie politique en France, publié en deux volumes dans la collection « U » d’Armand Colin (1966-1969).
Également spécialiste des croyances et catholique conciliaire proche de Témoignage chrétien, René Rémond s’inquiétait de « l’appauvrissement du catholicisme en ressources humaines » dont une des conséquences est le repli de l’engagement des catholiques sur les « besoins de l’Église » au détriment du service de la société (Chroniques françaises 1973-2007, Bayard).

## Publications

### Travaux d’histoire politique
- Les Droites en France, Paris, Éditions Aubier-Montaigne, coll. « Collection historique », 1982, 4e éd. (1re éd. 1954, sous le titre La Droite en France de 1815 à nos jours : continuité et diversité d'une tradition politique. Rééditions : La Droite en France de la première Restauration à la Ve République (1963) puis sous le titre Les Droites en France en 1968 et 1982), 544 p. (ISBN 2-7007-0260-3, présentation en ligne), [présentation en ligne], [présentation en ligne], [présentation en ligne].
- Forces religieuses et attitudes politiques dans la France depuis 1945 (direction), Paris, Armand Colin, 1965.
- Atlas historique de la France contemporaine (direction), Paris, Armand Colin, 1966.
- Léon Blum, chef de gouvernement (direction), Paris, Armand Colin, 1967.
- La Vie politique en France, tome 1 : 1789–1848, tome 2 : 1848–1879, Armand Colin (« U »), Paris, 1964–1969.
- Le Gouvernement de Vichy et la Révolution nationale (direction), Paris, Armand Colin, 1972.
- Introduction à l’histoire de notre temps [1750 à nos jours], 3 volumes, Paris, Le Seuil, collection « Points Histoire », 1974.
- Édouard Daladier, chef de gouvernement, Paris, Presses de la Fondation nationale des sciences politiques, 1977.
- La France et les Français en 1938-1939, Paris, Presses de la Fondation nationale des sciences politiques, 1978.
- Quarante ans de cabinets ministériels (direction), Paris, Presses de la Fondation nationale des sciences politiques, 1982.
- Le retour de De Gaulle, Bruxelles, Éditions Complexe, coll. « La Mémoire du siècle » (no 28), 1983, 213 p. (ISBN 2-87027-107-7, présentation en ligne). Réédition : 1958, le retour de De Gaulle, Bruxelles, Éditions Complexe, coll. « Questions au XXe siècle », 1998, 190 p. (ISBN 2-87027-723-7).
- Pour une histoire politique (direction), Paris, Le Seuil, collection « L'Univers historique », 1988.
- Notre siècle (1918–1988), avec la collaboration de Jean-François Sirinelli, tome 6 de l'Histoire de France, Paris, Fayard, 1988, mises à jour en 1992, 1995 et 2003 (Le Siècle dernier).
- La République souveraine : la vie politique en France, 1878-1939, Paris, Fayard, 2002, 434 p. (ISBN 2-213-60204-2, présentation en ligne), [présentation en ligne], [présentation en ligne].Réédition : La République souveraine : la vie politique en France, 1878-1939, Paris, Pluriel, coll. « Pluriel », 2013, 434 p., poche (ISBN 978-2-8185-0343-0).
- Les droites aujourd'hui, Paris, Louis Audibert, 2005, 269 p. (ISBN 2-84749-050-7). Réédition : Les droites aujourd'hui, Paris, Seuil, coll. « Points. Histoire » (no H378), 2007, 271 p., poche (ISBN 978-2-7578-0407-0).

### Travaux sur l’histoire religieuse de la France
- Lamennais et la démocratie, Paris, Presses universitaires de France, 1948.
- Les Catholiques, le Communisme et les Crises (1929–1939), Paris, Armand Colin, 1960.
- Histoire et sociologie de l'Église, Sircy, 1964
- Les Deux Congrès ecclésiastiques de Reims et Bourges (1896–1900), Paris, Sirey, 1964.
- L’Anticléricalisme en France de 1815 à nos jours, Paris, Fayard, 1976, rééditions en 1985 et 1999.
- Histoire de la France religieuse (codirection), Paris, Éditions du Seuil, 1992.
- Le Catholicisme français et la Société politique, Paris, Éditions de l'Atelier, 1995.
- Le Fichier juif (en collaboration), Paris, Plon, 1996.
- Les Crises du catholicisme en France dans les années trente, Paris, Le Seuil, 1996.
- Religion et société en Europe aux XIXe et XXe siècles. Essai sur la sécularisation, Paris, Le Seuil, 1996.
- Les Grandes Inventions du christianisme, Paris, Bayard, 1999.
- Le Christianisme en accusation, Paris, Desclée de Brouwer, 2000 ; rééd. Albin Michel, 2005.
- Le Nouvel Anti-christianisme, Paris, Desclée de Brouwer, 2005.

### Travaux sur les États-Unis
- Histoire des États-Unis, Paris, Presses universitaires de France, coll. « Que sais-je ? », 1959.
- Les États-Unis devant l'opinion française (1815–1852), 2 volumes, Paris, Armand Colin, 1962.

### Réflexions sur le temps présent
- Introduction à l'histoire de notre temps, Tome 1 à 3 Paris, Éditions Points, 1974.
- Vivre notre histoire, entretien avec Aimé Savard, Paris, Le Centurion, 1976.
- Âge et politique (en collaboration), Paris, Economica, 1991.
- Valeurs et politique, Paris, Beauchesne, 1992.
- La politique n’est plus ce qu'elle était, Paris, Calmann-Lévy, 1993.
- Une laïcité pour tous, Paris, Textuel, 1998.
- La politique est-elle intelligible ?, Paris, Éditions Complexe, 1999.
- Regard sur le siècle, Paris, Presses de Sciences Po, 2000.
- Du mur de Berlin aux tours de New York. Douze années pour changer de siècle, (en collaboration avec François Azouvi), Paris, Bayard, 2002.
- Une mémoire française, Desclée de Brouwer, 2002.
- Chrétiens, tournez la page (avec Yves de Gentil-Baichis, Jean Delumeau, Marcel Gauchet, Danièle Hervieu-Léger, Paul Valadier), Paris, Bayard, 2002.
- Quand l’État se mêle de l'Histoire, Paris, Stock, 2006.

### Textes personnels
- La Règle et le Consentement. Gouverner une société, Paris, Fayard, 1979.
- Contribution aux Essais d’ego-histoire dirigés par Pierre Nora, Paris, Gallimard, 1987.
- Paul Touvier et l'Église (en collaboration), Fayard, Paris, 1992 : Enquête demandée à Rémond sur les protections dont le milicien Paul Touvier a bénéficié au sein de l'Église catholique de France.
- Discours de réception à l’Académie française, Paris, Fayard, 2000.

### Préfaces et présentations
- Augustin Ibazizen, Le Testament d'un Berbère, préface de René Rémond, Paris, Albatros, 1984.

## Distinctions

### Honneurs
- Membre de l’Académie française, au 1er fauteuil (1988).
- Membre non résidant de l'Académie de Nîmes.

### Prix
- Grand prix national d'histoire, 1988.
- Grand prix de la ville de Paris pour l'ensemble de son œuvre.
- Grand prix du ministère de la Culture.
- Lauréat de la médaille Jan Amos Comenius (République tchèque et Unesco, 1998)[27].

### Décorations françaises
- Grand officier de la Légion d'honneur (13 juillet 2001)[28].
- Grand-croix de l'ordre national du Mérite (14 novembre 2006[29], Grand officier (1995)[30]
- Commandeur de l'ordre des Palmes académiques.
- Commandeur de l'ordre des Arts et des Lettres (1993)[31]
- Commandeur de l'ordre du Mérite agricole.
- Médaille de la Reconnaissance française.

### Décorations étrangères
- Commandeur de l'ordre du Mérite de la République italienne‎.
- Commandeur de l'ordre du Mérite.